# Mady Christians
Marguerita Maria « Mady » Christians est une actrice d'origine autrichienne, née le 19 janvier 1892 à Vienne (Autriche ; alors Autriche-Hongrie) et morte d'une hémorragie intra-cérébrale le 29 octobre 1951 à Norwalk (Connecticut, États-Unis).

## Biographie
Sa famille s'étant installée aux États-Unis en 1912, Mady Christians débute au cinéma dans un film muet américain, en 1916. Mais l'année suivante (1917), devenus « indésirables » du fait de la guerre et de leurs origines, les Christians repartent en Europe et s'établissent à Berlin (Allemagne). La jeune actrice y continue son apprentissage auprès de Max Reinhardt, et poursuit sa carrière au cinéma, de 1917 à 1933, dans des films allemands majoritairement, excepté un film autrichien en 1926, un film français en 1928, ainsi qu'une coproduction germano-britannique en 1929. En 1933, avec l'avènement du nazisme, elle retourne aux États-Unis (sa mère est de confession juive).
Entre 1934 et 1948, Mady Christians participe à seulement onze films américains, le dernier et l'un de ses plus connus étant Lettre d'une inconnue de Max Ophüls. Puis elle apparaît dans trois séries télévisées, diffusées en 1949-1950.
Au théâtre, elle joue à Broadway (New York) dans douze pièces, à partir de 1933 (dès son retour aux États-Unis) et jusqu'en 1950, année où elle se retire. Mentionnons I Remember Mama de John Van Druten, représentée 713 fois d'octobre 1944 à juin 1946, avec le jeune Marlon Brando dans sa première prestation à Broadway ; Mady Christians y crée le rôle de Mama, repris par Irene Dunne dans l'adaptation au cinéma en 1948, sous le même titre original (titre français : Tendresse).

## Filmographie

### Cinéma: Période européenne (sélection)

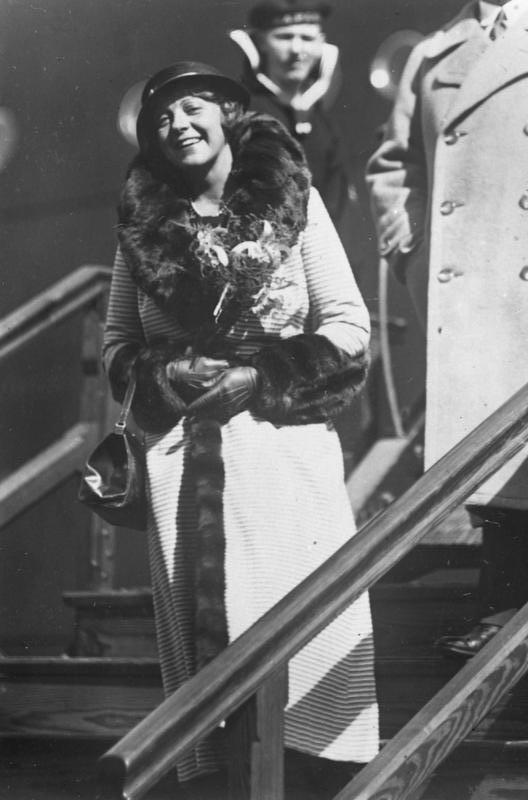
Mady Christians en 1931

#### Films allemands, sauf mention contraire ou complémentaire
- 1917 : Die Krone von Kerkyra - Liebe und Haß einer Königstochter de Friedrich Zelnik
- 1918 : Frau Marias Erlebnis d'Alfred Halm
- 1918 : Nachtschatten de Friedrich Zelnik
- 1918 : Ferragus (Die Dreizehn) d'Alfred Halm
- 1921 : L'Homme sans nom (de), parties 1 à 6 (Der Mann ohne Namen, Teile 1-6) de Georg Jacoby
- 1922 : La Femme du pharaon (Das Weib des Pharao) d'Ernst Lubitsch
- 1923 : Le Verre d'eau (Eine Glass Wasser) de Ludwig Berger
- 1923 : Les Buddenbrook (Die Buddenbrooks) de Gerhard Lamprecht
- 1923 : Cendrillon (Der Verlorene Schuh) de Ludwig Berger
- 1924 : Michaël (Mikaël) de Carl Theodor Dreyer
- 1924 : Les Finances du grand-duc (Die Finanzen des Großherzogs) de Friedrich Wilhelm Murnau
- 1924 : Mensch gegen Mensch d'Hans Steinhoff
- 1925 : Rêve de valse (en) (Ein Walzertraum) de Ludwig Berger
- 1925 : Les Déshérités de la vie (Die Verrufenen) de Gerhard Lamprecht
- 1925 : Der Farmer aus Texas de Joe May
- 1926 : Nanette macht alles de Carl Boese
- 1926 : La Duchesse des folies (Die Königin von Moulin Rouge) de Robert Wiene (film autrichien)
- 1927 : Der Sohn der Hagar de Fritz Wendhausen
- 1927 : La Reine Louise, 1re et 2e parties (Königin Luise, Teile 1-2) de Karl Grune
- 1928 : Das brennende Herz de Ludwig Berger
- 1928 : Le Duel de Jacques de Baroncelli (film français)
- 1928 : Eine Frau von Format de Fritz Wendhausen
- 1929 : The Runaway Princess d'Anthony Asquith et Fritz Wendhausen (film germano-britannique)
- 1932 : Le Hussard noir (en) (Der Schwarze Husar) de Gerhard Lamprecht
- 1933 : Salon Dora Green d'Henrik Galeen
- 1933 : Moi et l'impératrice (Ich und die Kaiserin) de Friedrich Hollaender (+ version alternative en anglais, The Only Girl de Friedrich Hollaender, sortie en 1934)

### Cinéma: Période américaine

#### Films américains
- 1916 : Audrey de Robert G. Vignola
- 1934 : Une méchante femme (A Wicked Woman) de Charles Brabin
- 1935 : Escapade de Robert Z. Leonard
- 1935 : Ship Cafe (en) de Robert Florey
- 1936 : Le Vandale (Come and Get It) d'Howard Hawks et William Wyler
- 1937 : L'Heure suprême (Seventh Heaven) d'Henry King
- 1937 : Heidi la sauvageonne (Heidi) d'Allan Dwan
- 1937 : La Femme que j'aime (The Woman I Love) d'Anatole Litvak
- 1943 : Tendre camarade (Tender Comrade) d'Edward Dmytryk
- 1944 : Inconnu à cette adresse (Address Unknown) de William Cameron Menzies
- 1948 : Ils étaient tous mes fils (All my Sons) d'Irving Reis
- 1948 : Lettre d'une inconnue (Letter from an Unknown Woman) de Max Ophüls

### Télévision
- 1949 : The Philco Television Playhouse, (série télévisée, 1 épisode)
- 1949 : The Ford Theatre Hour (en), (série télévisée, 1 épisode)
- 1950 : The Clock (en), (série télévisée, 1 épisode)

## Théâtre

### Pièces jouées à Broadway
- 1933 : A Divine Drudge de Vicki Baum et John Golden, avec Walter Abel, Josephine Hull, Victor Kilian
- 1936 : Alice Takat de José Ruben, avec John Emery, Lloyd Gough
- 1938 : Save Me the Waltz de Katharine Dayton, avec Leo G. Carroll, John Emery, Laura Hope Crews, George Macready, Jane Wyatt
- 1938 : La Maison des cœurs brisés (Heartbreak House) de George Bernard Shaw, production de John Houseman et Orson Welles, mise en scène de ce dernier, avec George Coulouris, Vincent Price, Erskine Sanford, Orson Welles
- 1938-1939 : Hamlet de William Shakespeare, production de Maurice Evans, avec Alexander Scourby, Rhys Williams, Maurice Evans (+ reprise en 1939-1940)
- 1939 : Henri IV, 1re partie (Henry IV, Part I) de William Shakespeare, production de Maurice Evans, avec Edmond O'Brien, Alexander Scourby, Rhys Williams, Maurice Evans
- 1940 : Return Engagement de Laurence Riley, avec Bert Lytell, Alex Nicol
- 1941 : The Lady who came to stay de Kenneth White, avec Mildred Natwick
- 1941-1942 : Watch on the Rhine de Lillian Hellman, musique de scène de Paul Bowles, mise en scène d'Herman Shumlin (réalisateur de l'adaptation au cinéma en 1943), avec Ann Blyth, George Coulouris, John Lodge, Paul Lukas, Lucile Watson
- 1944-1946 : I Remember Mama de John Van Druten, d'après le roman Mama's Bank Account de Kathryn Forbes, production de Richard Rodgers et Oscar Hammerstein II, avec Marlon Brando, Oscar Homolka
- 1947 : Message for Margaret de James Parrish, mise en scène d'Elliott Nugent, avec Miriam Hopkins
- 1949-1950 : Le Père (titre original : Fadren ; titre anglais : The Father) d'August Strindberg, adaptation de Robert L. Joseph, mise en scène de Raymond Massey, avec Grace Kelly, Raymond Massey